# مایکل نگو
مایکل نگو (انگلیسی: Michael Ngoo؛ زادهٔ ۲۳ اکتبر ۱۹۹۲) بازیکن فوتبال اهل بریتانیا است.
از باشگاه‌هایی که در آن بازی کرده‌است می‌توان به باشگاه فوتبال یئوویل تاون، باشگاه فوتبال والسال، باشگاه فوتبال لیورپول، باشگاه فوتبال هارت آف میدلوتیان، باشگاه فوتبال کیلمارنوک، و باشگاه فوتبال والسال اشاره کرد.
وی همچنین در تیم‌های ملی فوتبال زیر 19 و 20 سال انگلستان بازی کرده‌است.